# U-1233
U-1233 – niemiecki okręt podwodny (U-Boot) typu IX C/40 z okresu II wojny światowej. Okręt wszedł do służby w 1944 roku. Kolejni dowódcy: KrvKpt. Hans-Joachim Kuhn, Oblt. Heinrich Niemeyer.

## Historia
Wcielony do 31. Flotylli U-Bootów celem treningu i zgrania załogi. Od listopada 1944 roku w 33. Flotylli jako jednostka bojowa.
Pod koniec grudnia 1944 roku okręt wyruszył (po wcześniejszym dwukrotnym przerwaniu zadania z powodu awarii) w swój jedyny patrol bojowy u wybrzeży Maine i Nowej Szkocji, podczas którego nie zatopił żadnej jednostki przeciwnika.
U-1230 skapitulował 5 maja 1945 roku u wybrzeży Jutlandii (Dania). Pod koniec czerwca przebazowany z Wilhelmshaven do Loch Ryan (Szkocja); został zatopiony 29 grudnia 1945 roku podczas operacji Deadlight ogniem artyleryjskim niszczyciela HMS „Onslaught”. 